# Валкеакоски
Валкеакоски (фин. Valkeakoski, швед. Valkeakoski) је град у Финској, у средишњем делу државе. Валкеакоски је други по величини и значају град округа Пирканска земља, где он са окружењем чини истоимену општину Валкеакоски.

## Географија
Град Валкеакоски се налази у средишњем делу Финске. Од главног града државе, Хелсинкија, град је удаљен 145 км северно.
Рељеф: Валкеакоски се сместио у унутрашњости Скандинавије, у историјској области Тавастија. Подручје града је равничарско до брежуљкасто, а надморска висина се креће око 80 м.
Клима у Валкеакоскију је оштра континентална на прелазу ка субполарној клими. Стога су зиме оштре и дуге, а лета свежа.
Воде: Валкеакоски се развило на каналу који повезује језера Раутунселка и Маласвеси. Град је каналом подељен на два дела.

## Историја
Иако је ово подручје насељено још у време праисторије данашњи град се развио тек крајем 19. века са индустријализацијом. Насеље је стекло градска права 1923. године.
Последњих пар деценија Валкеакоски се брзо развио у савремено градско насеље.

## Становништво
Према процени из 2012. године у Валкеакоскију је живело 17.141 становника, док је број становника општине био 21.175.
| 1980.  | 1990.  | 2000.  | 2012.  |
| ------ | ------ | ------ | ------ |
| 16.243 | 17.713 | 16.736 | 17.141 |

Етнички и језички састав: Валкеакоски је одувек био претежно насељен Финцима. Последњих деценија, са јачањем усељавања у Финску, становништво града је постало шароликије. По последњим подацима преовлађују Финци (98,1%), присутни су и у веома малом броју Швеђани (0,2%), док су остало усељеници.

## Галерија
- Градско средиште
- Главна протестантска црква у граду
- Погон вискозе у Валкеакоскију